# Liste der Flüsse in Eritrea

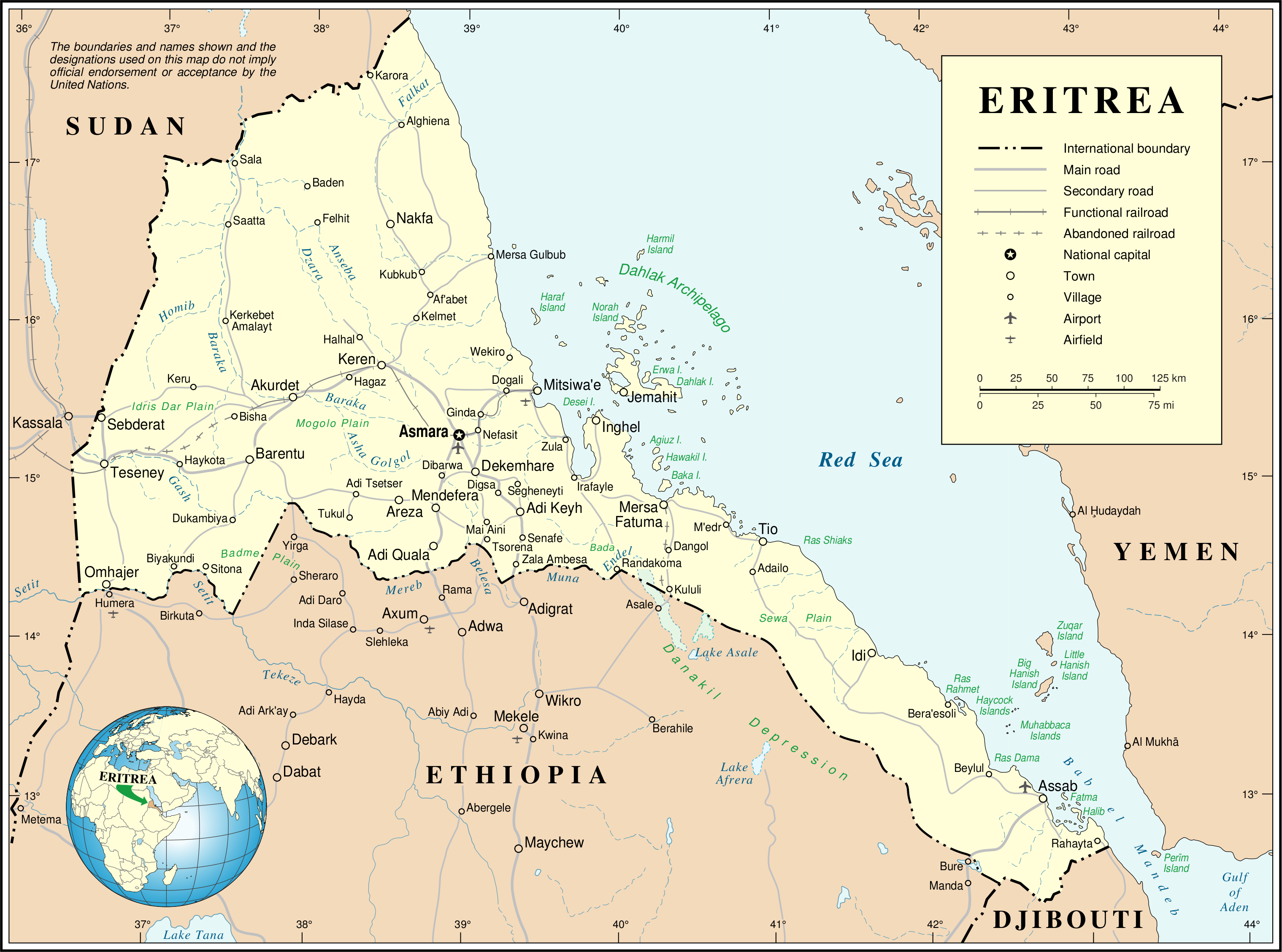
Karte mit den größten Flüssen Eritreas

Klima in Eritrea

Das ist eine Liste der Flüsse in Eritrea. Der überwiegend niederschlagsarme Küstenstaat entwässert grundsätzlich in drei Einzugsgebiete: Nach Westen über den Atbara in den Nil, nach Süden in die Danakilsenke und nach Norden bzw. Osten in das Rote Meer.
Im Folgenden sind die Flüsse Eritreas (Auswahl) nach Gewässersystem und Mündungsreihenfolge sortiert.

## Atbara und Nil

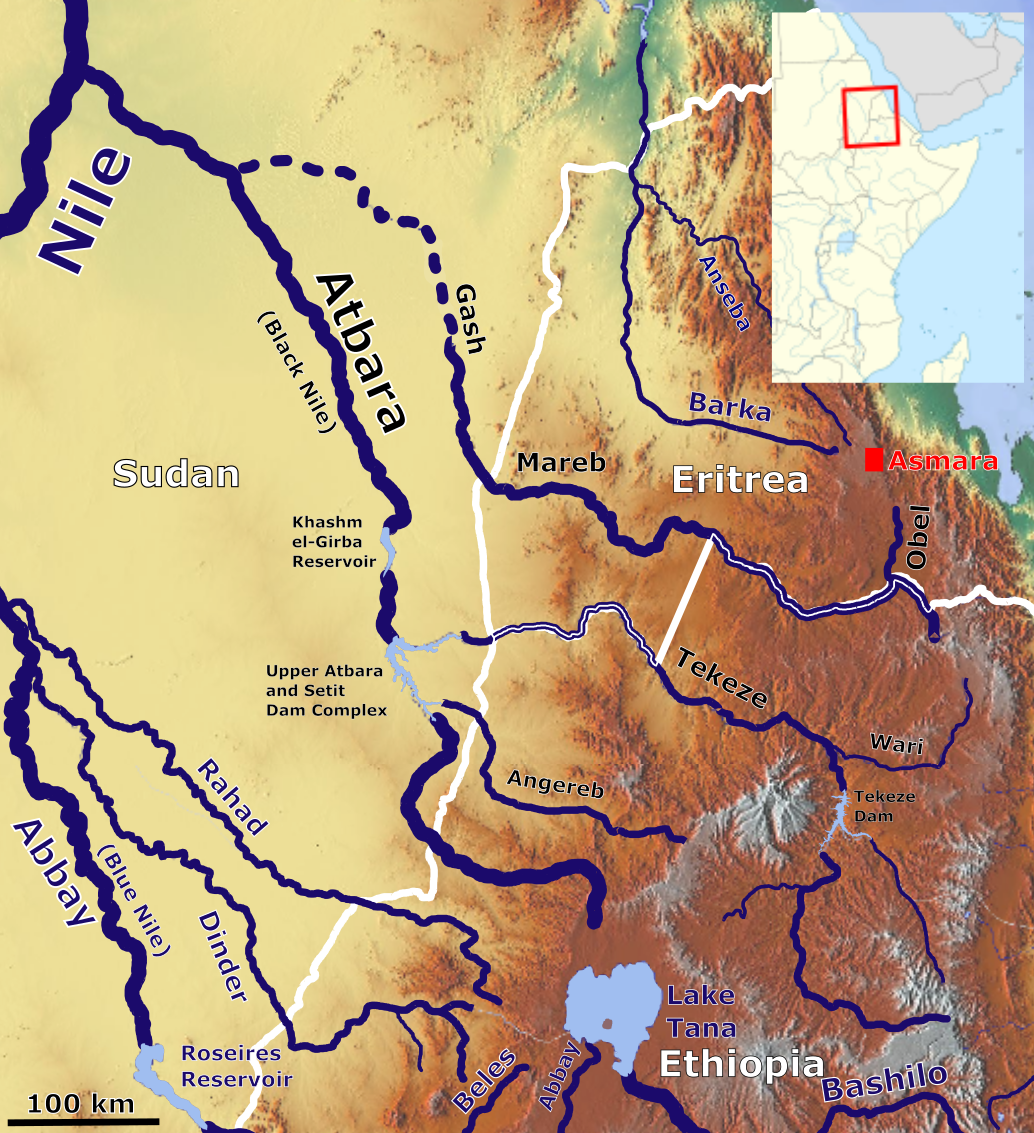
Flusssystem des Atbara

- Gash (Mareb)
  - Obel
- Tekeze-Setit

## Rotes Meer

### Barka
- Asha Golgol
- Homib
- Anseba
  - Dzara (Zara)

### Haddas
- Aligide
- Comaile
- Saato

### Weitere
- Karora
- Asray
- Falkat
- Lebka
- Damas
- Wokiro
  - Wadi Laba
- Randali
- We'ima Wenz